# Équipe des Émirats arabes unis des moins de 17 ans de football
Maillots
L'équipe des Émirats arabes unis des moins de 17 ans est une sélection de joueurs de moins de 17 ans au début des deux années de compétition placée sous la responsabilité de la Fédération des Émirats arabes unis de football.
L'équipe a été une fois finaliste du championnat d'Asie des moins de 16 ans, et a participé à deux reprises à la Coupe du monde des moins de 17 ans.

## Parcours en Coupe d'Asie des nations de football des moins de 16 ans
- 1985 : Non qualifiés
- 1986 : Non qualifiés
- 1988 : Non qualifiés
- 1990 :  Finalistes
- 1992 : 1er tour
- 1994 : 1er tour
- 1996 : Non qualifiés
- 1998 : Non qualifiés
- 2000 : Non qualifiés
- 2002 : Quart de finalistes
- 2004 : Non qualifiés
- 2006 : Non qualifiés
- 2008 : Demi-finalistes
- 2010 : Quart de finalistes
- 2012 : Non qualifiés
- 2014 : Non qualifiés
- 2016 : Quart de finalistes
- 2018 : Forfait
- 2023 : À venir

## Parcours en Coupe du monde des moins de 17 ans
- 1985 : Non qualifiés
- 1987 : Non qualifiés
- 1989 : Non qualifiés
- 1991 : 1er tour
- 1993 : Non qualifiés
- 1995 : Non qualifiés
- 1997 : Non qualifiés
- 1999 : Non qualifiés
- 2001 : Non qualifiés
- 2003 : Non qualifiés
- 2005 : Non qualifiés
- 2007 : Non qualifiés
- 2009 : Huitièmes de finale
- 2011 : Non qualifiés
- 2013 : 1er tour
- 2015 : Non qualifiés
- 2017 : Non qualifiés
- 2019 : Forfait
- 2023 : À venir

## Palmarès
- Championnat d'Asie des moins de 16 ans : 
  - Finaliste : 1990.

- Coupe du golfe Persique des moins de 17 ans :
  - Vainqueur : 2006, en 2009, 2010 et 2013.

## Anciens joueurs
- Mohammad Sebil